# Frédéric Villeroux
Frédéric Villeroux, né le 30 juin 1983 à Montpellier, est un joueur de cécifoot international français. Atteint d'une déficience visuelle, il évolue au poste d'attaquant et est décrit comme l’un des meilleurs joueurs au monde dans sa discipline. Il remporte la médaille d'or avec l'Équipe de France de cécifoot lors des Jeux paralympiques d'été de 2024. 

## Biographie
Malvoyant, Frédéric Villeroux grandit dans un milieu davantage tourné vers le rugby. Le fait de pouvoir pratiquer un sport collectif l’attire vers la pratique du football à 5 qu'il découvre en 1998. En 2000, il intègre l’UNADEV Toulouse. Évoluant dans la catégorie B2/B3 des malvoyants, il fait la connaissance de Toussaint Akpweh à Toulouse, le sélectionneur actuel de l’Équipe de France. Il le convainc de changer de catégorie pour basculer en B1 (non-voyant), à cause de ses trop grandes difficultés visuelles.
Les deux hommes se retrouvent quelque temps plus tard à Bordeaux. Installé à Mérignac, Frédéric Villeroux rejoint l’équipe locale de l’UNADEV qu’entraîne Toussaint Akpweh, tout en étant sélectionneur de l’équipe de France.
En 2003, Villeroux participe à ses premiers matchs B1 lors de la première édition de la Ligue des champions disputée en France, et remporte la compétition. Quelques mois plus tard, il découvre le niveau international et connaît ses premières sélections en équipe de France de cécifoot lors des Championnats d’Europe à Manchester, qualificatif pour les Jeux Paralympiques d’Athènes de 2004.
En 2006, il termine cinquième du Championnat du monde.
En 2009, les Bleus remportent leur premier titre de Champion d'Europe. Ils enchaînent avec une nouvelle cinquième place au Mondial 2010 puis conserve le titre continental en 2011.
En tant que capitaine, Frédéric participe à décrocher la médaille d’argent aux Jeux paralympiques de 2012 de Londres. En demi-finale face à l'Espagne, Villeroux est l'auteur des deux buts de la rencontre (2-0). Les Bleus s'inclinent en finale contre le Brésil.
En 2013, Villeroux prend sa retraite internationale, solidaire du sélectionneur Toussaint Akpweh, aussi son entraîneur à Bordeaux, qui est écarté de l'équipe de France. En son absence, les Bleus terminent quinzième du Mondial 2015.

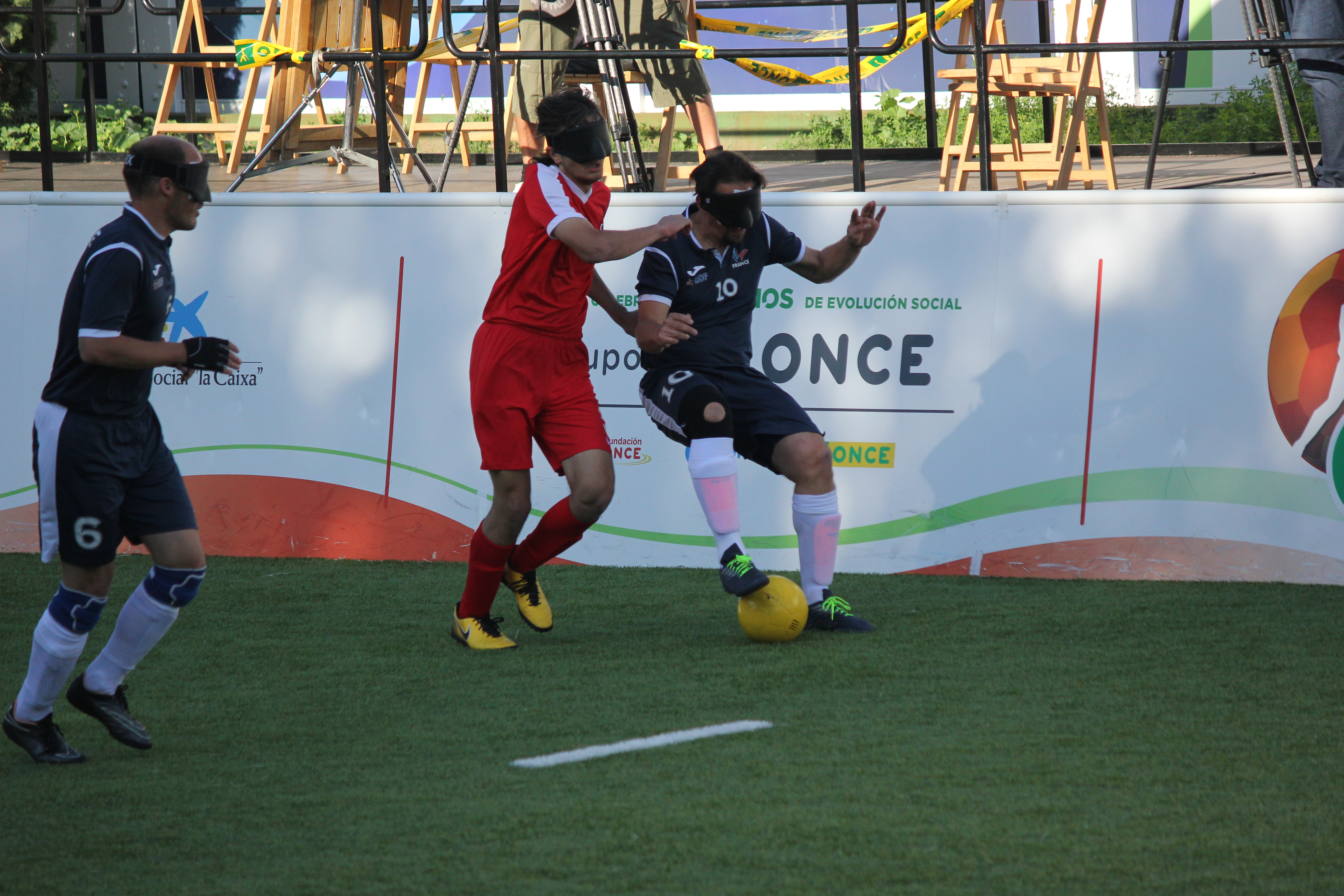
Villeroux (avec le ballon) avec la France lors du Mondial 2018.

En 2018, Villeroux revient en sélection. La France est finaliste de l'Euro 2019 dont il est élu meilleur joueur. Villleroux est alors capitaine, préparateur physique et entraîneur adjoint du Sport Athlétique mérignacais.
En 2019, il intègre le staff de l’Équipe de France espoir de football à 5, ouverte aux joueurs de 16 à 23 ans, aux côtés de Rémi Garranger, le sélectionneur.
Le 7 septembre 2024 lors des Jeux Paralympiques de Paris situé près de la tour Eiffel, il devient champion paralympique de Cécifoot lors de la finale contre l'Argentine. Il ouvre le score avant de marquer le tir au but victorieux permettant à la France de décrocher la médaille d'or. Il prend sa retraite internationale définitivement juste après cette victoire historique.

## Palmarès

### Titres et trophées collectifs
Avec l'équipe de France, il est champion d’Europe en 2009 et en 2011, en plus des cinquième places aux coupes du monde de 2006 et 2010. Il est ensuite finaliste des Jeux mondiaux IBSA en 2011, finaliste des Jeux paralympiques 2012, et devient finalement champion paralympique en 2024 à plus de 40 ans.
En club, Villeroux est maintes fois champion de France et vainqueur de la coupe nationale. Il remporte la Ligue européenne des clubs en 2003.
| Mondial | Continental                                                                                            |
| --- | --- |
| - Jeux paralympiques (1) - Médaille d'or : 2024 - Médaille d'argent : 2012 - 5e : 2004 - Championnat du monde - 5e : 2006 et 2010 - 15e : 2018 - Jeux mondiaux IBSA - Finaliste : 2011 | - Championnat d'Europe (2) - Champion : 2009 et 2011 - Vice-champion :2005 et 2019 - 3e : 2003 et 2007 |

## Distinctions

### Décorations
Chevalier de la Légion d'honneur (décret du 23 septembre 2024)

### Prix et récompenses
Au terme du Championnat d'Europe 2005, Villeroux termine meilleur buteur de la compétition. En 2009, il est élu meilleur joueur de l'Euro 2009 remporté par la France. Dix ans plus tard, les Bleus perdent en finale du Championnat d'Europe 2019 mais Villeroux est de nouveau reconnu meilleur joueur.
Par décret du Président de la République en date du 31 décembre 2012, Frédéric est fait chevalier de l'ordre national du Mérite à la suite de la médaille d'argent en cécifoot aux Jeux paralympiques de Londres et ses neuf ans de services.